# Kościół św. Jakuba w Lubiążu
Kościół świętego Jakuba – kościół znajdujący się na terenie dawnego opactwa Cystersów w Lubiążu, w powiecie wołowskim, w województwie dolnośląskim.
Pierwotna świątynia była wymieniana jako istniejąca w 1202 roku. Zgodnie z pisemnym przekazem była to budowla murowana z piaskowca, posiadająca jedną nawę, z wyodrębnionym prezbiterium zamkniętym półkolistą absydą. Obecna świątynia w stylu barokowym została zbudowana około 1700 roku jako budowla centralna, posiadająca plan krzyża greckiego. Centralna część kościoła nakryta jest sklepieniem krzyżowym bez żeber, z kolei ramiona są nakryte sklepieniem kolebkowym z lunetami. Wyposażenie wnętrza została zniszczone w 1945 roku.
Kościół powstał jako świątynia parafialna świeckim pracowników opactwa. Po 1810 roku budowla była używana jako arsenał. W latach 1837–1945 należała do protestantów. Z kolei w latach 1945–1948 kościół doznał poważnych uszkodzeń. Jako ruina został zabezpieczony w latach 1960–1964.